# Letsemeng
Letsemeng (officieel Letsemeng Local Municipality) is een gemeente in het Zuid-Afrikaanse district Xhariep.
Letsemeng ligt in de provincie Vrijstaat en telt 38.628 inwoners.

## Hoofdplaatsen
Het nationaal instituut voor de statistiek, Stats SA, deelt sinds de census 2011 deze gemeente in in 8 zogenaamde hoofdplaatsen (main place):
Jacobsdal • Koffiefontein • Letsemeng NU • Luckhoff • Oppermans • Petrusburg • Ratanang • Riet River.